# Storband

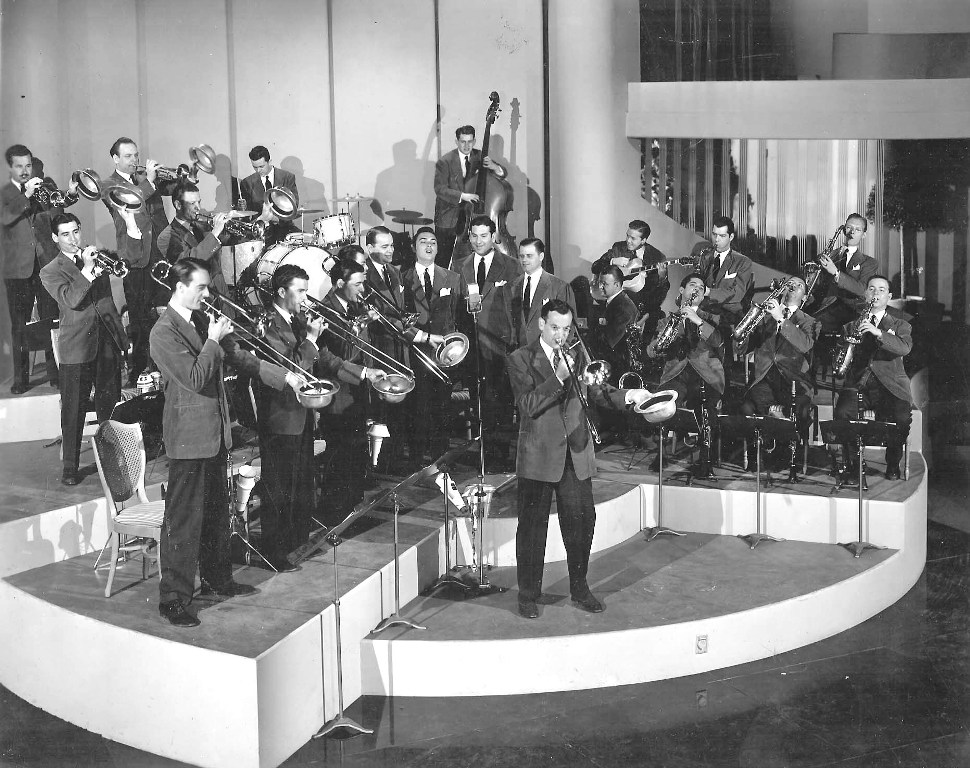
Glenn Millers storband – aktivt 1938–1942.

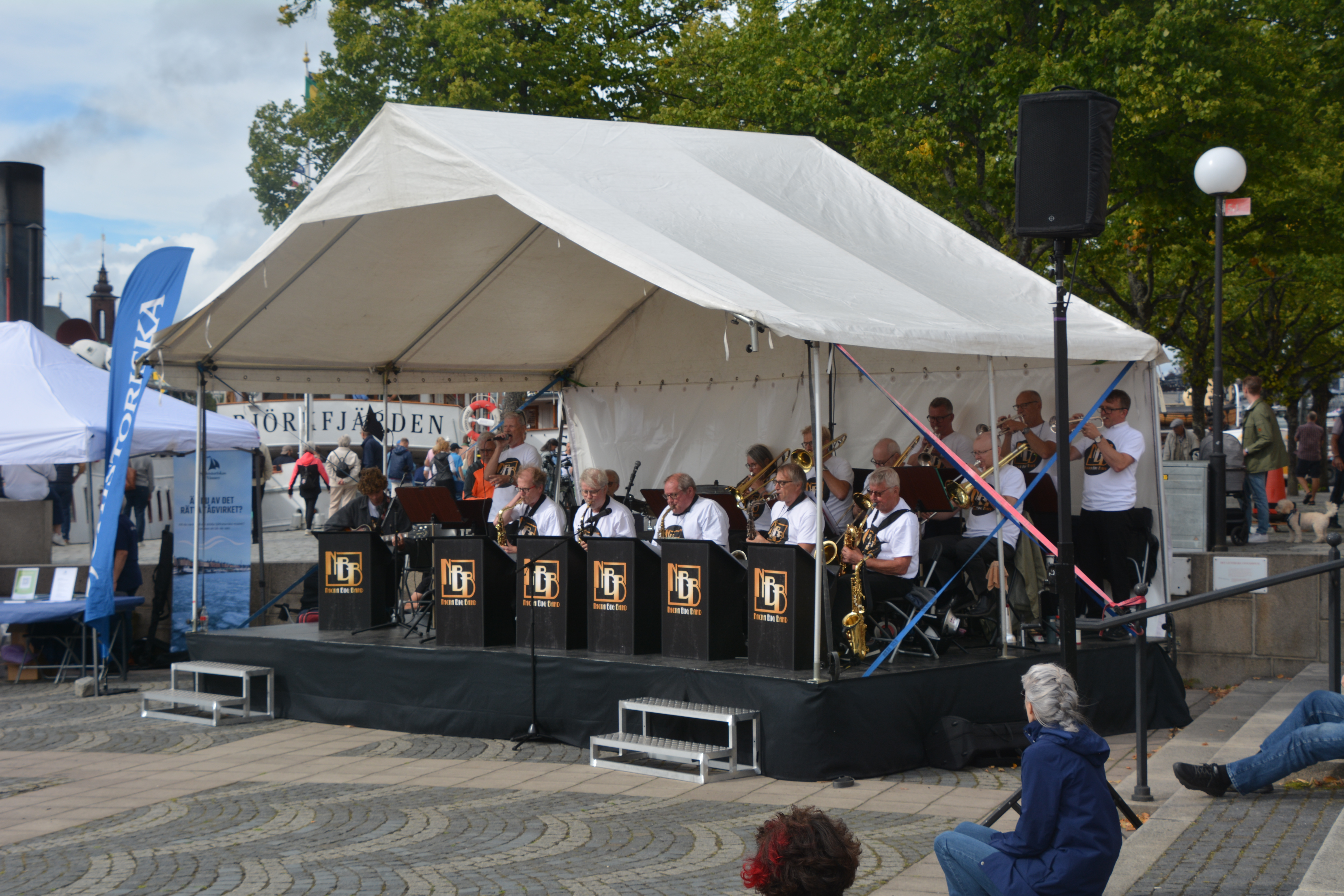
Nacka Big Band på Stockholm Steam på Riddarholmen, 2024

Med storband avses en större jazzorkester typiskt bestående av fyra sektioner – saxofon-, trumpet- och trombonsektion samt en ackompanjemangsektion ("kompsektion") – med totalt cirka 10–20 musiker. Storbandet kännetecknas av stor flexibilitet vad gäller instrumentering, klang och dynamik och kan ses som jazzens motsvarighet till symfoniorkestern.

## Besättning
Den etablerade standardbesättningen uppgår till 17 musiker enligt:
- fem saxofoner varav två altsaxofoner, två tenorsaxofoner och en barytonsaxofon
- fyra trumpeter
- fyra tromboner varav tre tenortromboner och en bastrombon
- fyra kompinstrument: gitarr, piano, kontrabas eller elbas samt trummor

Storbanden har ofta även sångare och/eller sångerska samt dirigent. I mindre omfattning förekommer utökade format med t.ex. en femte trumpet, valthorn, tuba eller extra slagverk som vibrafon, congas och timbales. Storbandet kompletteras ibland med en stråksektion till en stor underhållningsorkester. Bl a av ekonomiska skäl används även mindre besättningar, i synnerhet i danssammanhang. Ett vanligt format för mindre storband är fyra saxar, tre trumpeter, två tromboner och tre kompinstrument, d.v.s. totalt 12 musiker. Mindre besättningar är särskilt vanligt bland band som spelar tidig swingmusik, populär i lindyhop-kretsar.
Det är vanligt att saxofonisterna, när arrangemangen så kräver, alternerar med andra träblås som tvärflöjt och klarinett, s.k. dubblering.  Trumpetarna byter ibland trumpeten mot flygelhorn. Trumpetare och trombonister förfogar dessutom över flera typer av sordiner med vars hjälp klangen ytterligare kan varieras.
Var och en av blåssektionerna har en stämledare som leder sektionen med avseende på dynamik och frasering. Förstetrumpetaren (leadtrumpetaren) leder inte bara trumpetarna utan har en överordnad roll i hela bandets tolkning av arrangemangen. (Frank Sinatra hade till exempel ofta med sig en egen förstetrumpetare som satte sin prägel på bandet som Sinatra kom och framträdde med.) Jämte förstetrumpetaren är trumslagaren den som har mest inflytande över bandets spel: Förutom att, tillsammans med gitarr och bas, stå för musikens puls, tydliggör trummorna kompositionens form, styr dynamiken, förstärker rytmiska figurer i blåset och bjuder på, många gånger, spektakulära "fills" och solon. De stämmor som vanligen ges mest soloutrymme är altsax I (leadalt), tenorsax I, trumpet II, trombon II samt piano.

## Repertoar
Under 1930- och 40-talet spelade storbanden främst dansant swing men redan under slutet av 40-talet förekom experiment med bebop i konsertant tappning. Med åren har andra stilar tillkommit och latinamerikansk musik (t.ex. bossa nova och samba), funk, Rhythm and blues m m finns ibland på repertoaren.
Förutom instrumenteringen ligger mycket av storbandets typiska "sound" i sättet att komponera och arrangera för ensemblen. Modern storbandsmusik kan ibland vara väsensskild från swingen och mer likna europeisk konstmusik, men oftast används alltjämt arrangeringstekniker som etablerade sig under 30-talet, som t.ex. bruket av blockackord för att harmonisera melodier. Ofta använder arrangören trumpet- och trombonsektionen tillsammans som en kombinerad brassektion som kan sättas in växelvis med saxsektionen eller för att kommentera/förstärka fraser saxarna spelar.
Gemensamt för nästan all repertoar, oavsett stil och tidsepok, är att stora delar av styckena är "genomkomponerade", d.v.s. allt som skall spelas är noterat, medan vissa partier utgörs av improviserade solon. Under solopartier spelar ofta bara solisten och kompet, så orkestern reduceras temporärt till en liten grupp (typiskt jazztrio till kvintett). Det är också vanligt att delar av blåset svagt spelar s.k. bakgrunder under soloinsatserna. Mot slutet av stycket finner man ofta en kulmen i form av ett "shout-chorus", där hela blåset spelar för fullt.

## Kända storband
De första storbanden växte fram under 1920-talet, och de hade sin storhetstid under 1930- och 40-talen, då de främst spelade till dans.
Till pionjärerna som utvecklade formatet under 1920-talet räknas Paul Whiteman, Fletcher Henderson och Duke Ellington.  Bandledare som etablerade sig under swingeran, cirka 1930-1945, inkluderar Count Basie, Cab Calloway, Tommy Dorsey, Benny Goodman, Gene Krupa, Glenn Miller och Artie Shaw. Tidigt ute att spela modernare jazz i storbandstappning var Dizzy Gillespie, Woody Herman och Stan Kenton. 50- och 60-talsupplagorna av Basies band, med arrangemang av Neil Hefti respektive Sammy Nestico, utgör för många entusiaster arketypen av ett storband. Thad Jones och Mel Lewis startade under 1960-talet ett stilbildande storband där Jones nyskapande sätt att arrangera vidareutvecklade traditionen från Basies band (där han tidigare spelat leadtrumpet), vilket kom att skapa grunden för modern storbandsarrangering. Efterföljare är t.ex. Bob Brookmeyer, Jim McNealy och Michael Abene. Band som, förutom jazz, även spelade rock- och funkinspirerad musik leddes av Buddy Rich och Maynard Ferguson. Bob Mintzer och Jaco Pastorius är exempel på bandledare vars kompositioner ibland innehåller element från fusionsjazzen. Andra exempel på internationellt erkända samtida arrangörer och storbandsledare är Gordon Goodwin och Maria Schneider.

### Sverige
Storbanden utgör en populär form av musicerande i Sverige, både på amatörnivå och professionell nivå. På 1940- och 1950-talets danspalats som Nalen och Vinterpalatset spelade band ledda av Thore Ehrling, Seymour Österwall, Lulle Ellboj och Malte Johnson. 50- och 60-talets Radiobandet under ledning av Harry Arnold, liksom efterföljaren Radiojazzgruppen, var inflytelserika storband. Gugge Hedrenius Big Blues Band spelade upp till dans på Bal Palais och Strömsborg under 70- respektive 80-talet. På 90-talet var Johnny Olsson Storband ofta synligt i TV-rutan. Bland de mest kända idag regelbundet aktiva banden finns Tolvan Big Band, Bohuslän Big Band, Norrbotten Big Band, Stockholm Jazz Orchestra, Visby Storband, Mats Holmquists Stora Stygga och Sandviken Big Band. Sedan 2004 håller sig Stockholms konserthus med ett eget storband av internationell klass, Blue House Jazz Orchestra, under ledning av Peter Asplund och Magnus Lindgren.

### Fotnoter
1. ↑  Storband Arkiverad 24 september 2022 hämtat från the Wayback Machine. på MusikSök